# Nephrotoma tealei
Nephrotoma tealei är en tvåvingeart som beskrevs av Oosterbroek 1984. Nephrotoma tealei ingår i släktet Nephrotoma och familjen storharkrankar. Inga underarter finns listade i Catalogue of Life.